# Gandino
Gandino ist eine italienische Gemeinde (comune) mit 5156 Einwohnern (Stand 31. Dezember 2023) in der Provinz Bergamo in der Region Lombardei.

## Geographie
Gandino liegt 20 km nordöstlich der Provinzhauptstadt Bergamo und 70 km nordöstlich der Metropole Mailand. Das Gemeindegebiet erstreckt sich über eine Höhe von 553 m bis zu 610 m s.l.m.
Die Nachbargemeinden sind Casnigo, Cazzano Sant’Andrea, Cerete, Clusone, Endine Gaiano, Leffe, Peia, Ponte Nossa, Ranzanico, Rovetta und Sovere.

## Sehenswürdigkeiten
- Der Konvent der Ursulinen aus dem 17. Jahrhundert.
- Die Basilika Santa Maria Assunta, die um das Jahr 15. Jahrhundert stammende und 1640 in heutiger Form fertiggestellt. Diese ist im lombardischen Barock-Stil gehalten.
- Die Kirche Santa Croce aus dem 15. Jahrhundert.
- Die Kirche San Giuseppe aus dem 14. Jahrhundert.
- Die Kirche San Pietro aus dem 17. Jahrhundert, so wie San Rocco, während der Pestzeit erbaut.

## Persönlichkeiten
- Angel Gelmi Bertocchi (1938–2016), römisch-katholischer Weihbischof in Cochabamba in Bolivien